# Miriam Albano

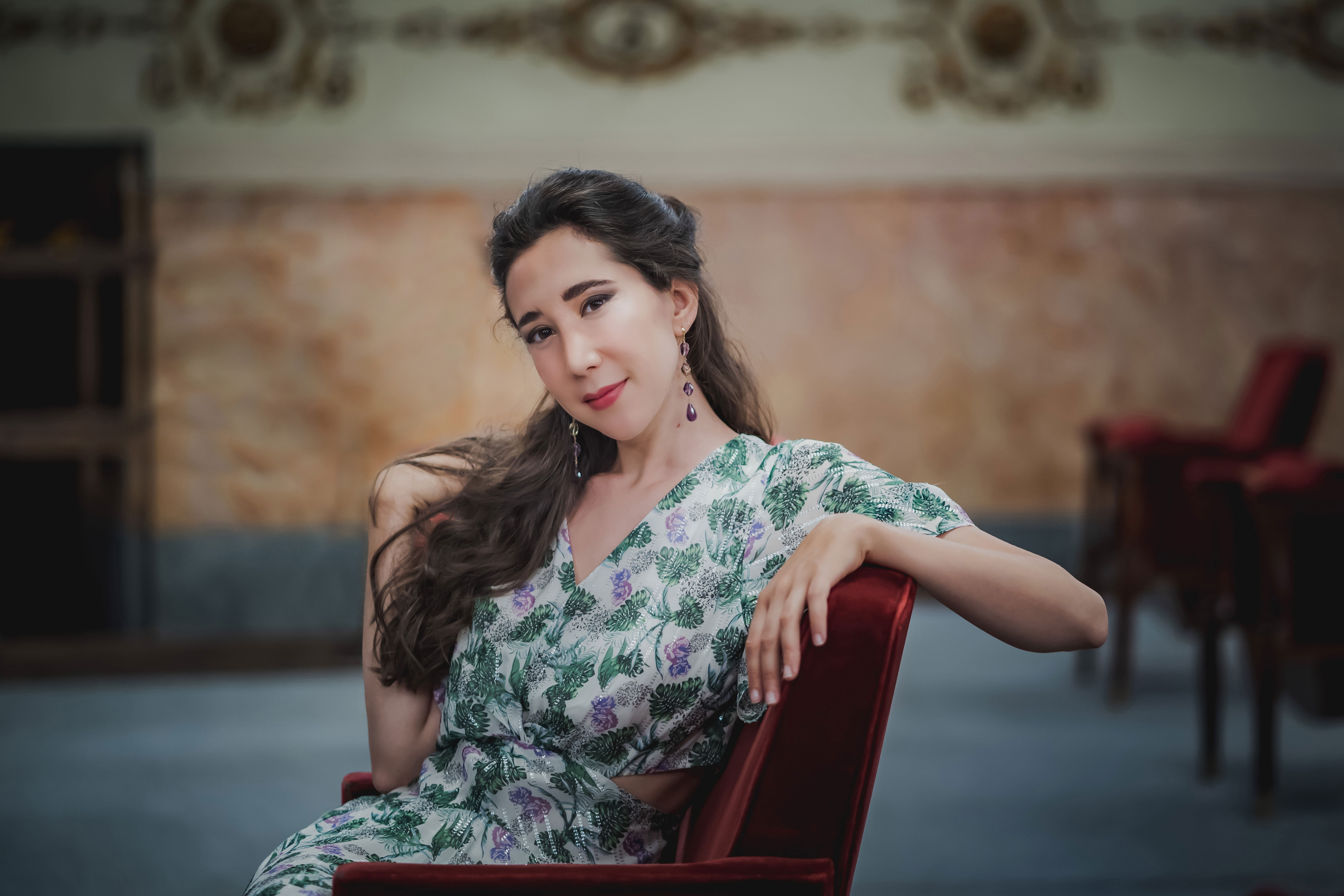
Miriam Albano (2021)

Miriam Albano (* 28. März 1991 in Venedig) ist eine italienischstämmige Opernsängerin (Sopran / Mezzosopran). Sie ist Gewinnerin zahlreicher internationaler Wettbewerbe und war bis 2019 Solistin an der Wiener Staatsoper.

## Leben
Miriam Albanos Vater ist Bratschist und ihre Mutter Pianistin; ihr Großvater begann seine Karriere als Souffleur (Maestro Rammentato) am Teatro alla Scala und dem Teatro La Fenice in Venedig und hatte in den 1950er Jahren in mehreren Opern bekanntes Repertoire dirigiert.
Albano begann ihre musikalische Ausbildung im Alter von sieben Jahren am Conservatorio Benedetto Marcello. Nach einem 8-jährigen Studium der Violine schloss sie ihr erstes Gesangsstudium bei Stella Silva mit Auszeichnung ab. In Wien nahm sie ein weiteres Gesangsstudium bei Claudia Visca an der Universität für Musik und darstellende Kunst Wien auf, das sie im Jahr 2017 mit Bestnote und als Preisträgerin des MDW-Würdigungspreises (2018) in dem Fach Lied und Oratorium bei KS Robert Holl, Stephan Matthias Lademann und Charles Spencer abschloss.
Ihre akademische Ausbildung erweiterte sie durch die Teilnahme an internationalen Meisterkursen, unter anderem bei KS Brigitte Fassbaender, Helmut Deutsch, Malcom Martineau, Anne Sofie von Otter und Ann Murray. Als Mitglied des Young Singers Project 2016 trat sie bei den Salzburger Festspielen in der Kinderoper Die Feenkönigin für Kinder in der Hauptrolle als Puck auf. Von 2016 bis 2019 war Miriam Albano Solistin im Ensemble der Wiener Staatsoper, wo sie im Februar 2016 als Cherubino in Le Nozze di Figaro und als Annio in La Clemenza di Tito unter dem Dirigat von Ádám Fischer debütierte. Als Cherubino trat sie zudem im Wiener Schlosstheater Schönbrunn, am Teatro dell’Opera di Roma in einer Neuinszenierung von Graham Vick sowie am Teatro del Maggio Musicale Fiorentino in Florenz auf (Spielzeit 2018–2019). Als Rosina debütierte sie in Laurent Pellys Produktion von Barbiere di Siviglia, unter der Leitung von Marc Minkowski am Grand Théâtre de Bordeaux. An der Deutschen Oper am Rhein gab sie ihr Debüt als Angelina in La Cenerentola, in der klassischen Inszenierung von Jean-Pierre Ponnelle. In der Spielzeit 2019/2020 debütierte sie als Zerlina in Don Giovanni und als Stephano in Romeo et Juliette an der Deutschen Oper am Rhein.
2020 sang sie für das Teatro dell’Opera di Roma im Circus Maximus in Rom die Rolle der Rosina (Barbiere di Seviglia) unter der Leitung von Stefano Montanari. Die Rolle der Melanto aus Il ritorno di Ulisse in Patria sang sie im Juni 2021 am Maggio Musicale in Florenz unter Ottavio Dantone in einer Neuinszenierung von Robert Carsen. Im September 2021 debütierte sie am Teatro Regio di Torino Il Barbiere di Seviglia. Im November 2021 folgte eine konzertante Aufführung von La Clemenza di Tito, wo sie in der Rolle des Annio im Teatro Nacional de São Carlos in Lissabon auftrat. Im Januar 2022 debütierte sie die Rolle der Autonoe aus der Oper Orfeo von Nicola Porpora im Theater an der Wien und am Kroatischen Nationaltheater in Zagreb. Im April 2022 ist sie als Despina in der Oper Così fan tutte im Gran Teatre del Liceu unter der Leitung von Marc Minkowski und der Inszenierung von Ivan Alexander aufgetreten. Auf der internationalen Konzertbühne trat Miriam Albano unter anderem in Les Nuits d'été von Berlioz unter der Leitung von Leopold Hager im Radio Kulturhaus in Wien und mit dem Ensemble Il Gene Barocco ein Arienprogramm beim Gstaad New Years Music Festival auf. Mit dem Ensemble Les Musiciens du Louvre trat sie für das 68. Festival Internacional de Santander mit Mozarts Großer Messe in c-Moll K427 unter der Leitung von Marc Minkowski auf. Im November 2019 trat sie in der Tonhalle Kongresshaus Zürich unter Leitung von Alondra de la Parra auf.
Aufgrund ihres großen Stimmumfangs singt Miriam Albano sowohl Partien für Sopran- als auch Mezzosopranstimmen. Ihr Repertoire erstreckt sich vom Barock bis zur Gegenwart.

## Auszeichnungen
- Finalistin BBC Cardiff Singer of the World (2017)
- Mozart-Preis und European Opera Center Award vom Tenor Viñas Contest (2016)
- 2. Preis Neue Stimmen (2015)[14]
- 1. Preis Ada-Sari Competition, Polen (2015)[15]
- Preis der Centre de Musique Baroque de Versailles und Nachwuchspreis des Pietro Antonio Cesti-Gesangswettbewerbs für Barockoper im Rahmen der Innsbrucker Festwochen der Alten Musik (2014)
- 2. Preis Concorso Ferruccio Tagliavini (2014)
- Stipendiatin bei den Bayreuther Festspielen (2018)